# Nicolepeira
Nicolepeira är ett släkte av spindlar. Nicolepeira ingår i familjen hjulspindlar.
Kladogram enligt Catalogue of Life:
| Nicolepeira | \| \| Nicolepeira bicaudata \| \| \| \| \| \| Nicolepeira flavifrons \| \| \| \| \| \| Nicolepeira transversalis \| \| \| \| |
|             | \| \| Nicolepeira bicaudata \| \| \| \| \| \| Nicolepeira flavifrons \| \| \| \| \| \| Nicolepeira transversalis \| \| \| \| |
|             | Nicolepeira bicaudata |
|             | |
|             | Nicolepeira flavifrons |
|             | |
|             | Nicolepeira transversalis |
|             | |